# إريك أليخاندرو
اريك أليخاندرو (بالإنجليزية: Eric Alejandro) هو منافس ألعاب قوى أمريكي، ولد في 15 أبريل 1986 في نيوجيرسي في الولايات المتحدة.

## وصلات خارجية
- إريك أليخاندرو على موقع الاتحاد الدولي لألعاب القوى (الإنجليزية)
- إريك أليخاندرو على موقع اللجنة الأولمبية الدولية (الإنجليزية)
- إريك أليخاندرو على موقع أوليمبيديا (الإنجليزية)